# Centrum sportu saneczkowego Sanki
Centrum sportu saneczkowego „Sanki” (ros. Центр санного спорта «Санки») – tor bobslejowo-saneczkarski w Krasnej Polanie, w Rosji. Obiekt został oddany do użytku w 2012 roku, a jego budowa kosztowała 281 mln $. Długość trasy wynosi 1814 m (w tym 314 m w strefie hamowania). Najwyższy punkt toru położony jest na wysokości 836 m n.p.m., a najniższy 704 m n.p.m. Trybuny areny mogą pomieścić 5000 widzów. Jest to pierwszy tego typu obiekt w kraju. W 2014 roku w ramach Igrzysk Olimpijskich w Soczi miejsce rozgrywania zawodów bobslejowych, saneczkarskich oraz w skeletonie.